# Tresl Gruber
Tresl Gruber (eigentlich Theresia Gruber; * 4. Juli 1897 in St. Ulrich in Gröden; † 13. Januar 1978 in Brixen) war eine Grödner Künstlerin, Kunstlehrerin und Sprachwissenschaftlerin.

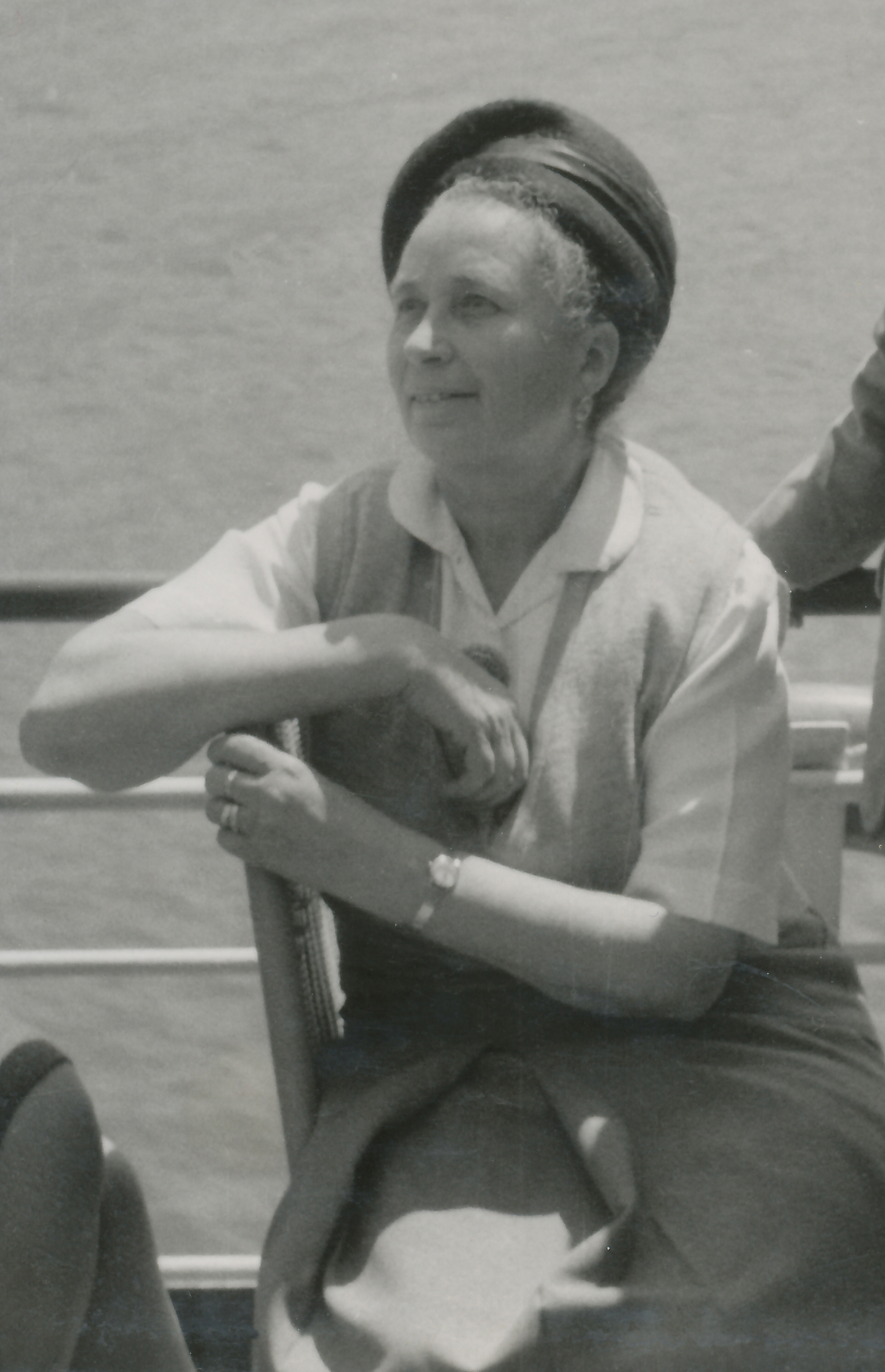
Tresl Gruber am Gardasee Mai 1965

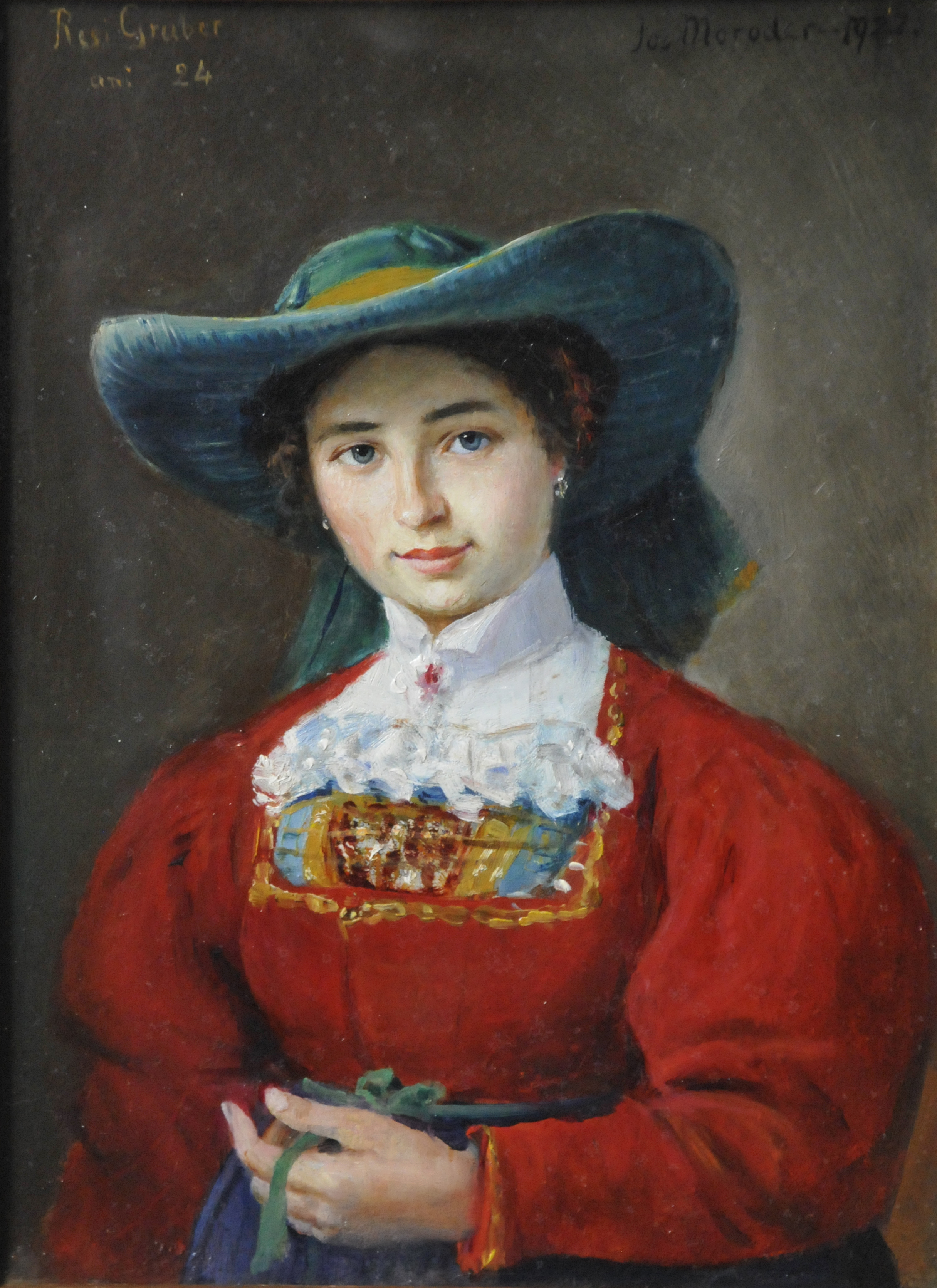
Tresl Gruber in der Grödner Tracht gemalt von Josef Moroder-Lusenberg, Porträt im Museum Gherdëina

## Biographie
Die Tochter des Bildhauers und Zeichners Stanis (Stanislaus) Gruber (1867–1931) und der Theres Demetz wurde am Hof Sulè in St. Ulrich geboren.
Als Kind litt sie an einer Erkrankung der Beine und wurde für einige Monate im Jesuheim in Girlan behandelt. Dieses Heim unterstützte Gruber ihr Leben lang mit Geldbeiträgen. Sie besuchte die Kunstschule in St. Ulrich, wo sie Schülerin von Professor Adolf Keim, dem Trauzeugen ihrer Eltern, war.
Sie war mit dem Maler Gustav Jahn befreundet. Von ihm besaß sie viele Werke, die sie nach seinem frühen Ableben seiner Familie zurückgab.
Sie besuchte auch die Kunstschule in Bologna und Kunstakademien in Florenz und Venedig. Als Professorin lehrte sie an der Schule Avviamento Commerciale in der Vorkriegszeit in St. Ulrich, dann in Meran und am Wissenschaftlichen Lyzeum in Bozen.
1946 in Meran war sie Mitbegründerin mit Max Tosi der Union di Ladins, der ersten Vereinigung der Ladiner nach dem Faschismus.
Sie verfasste die zwei ersten Schulbücher für die ladinischen Schulen und eine Grammatik der Grödner Sprache.
1970 gründete sie eine Kunstschule in Belém (Pará) die noch ihren Namen trägt.

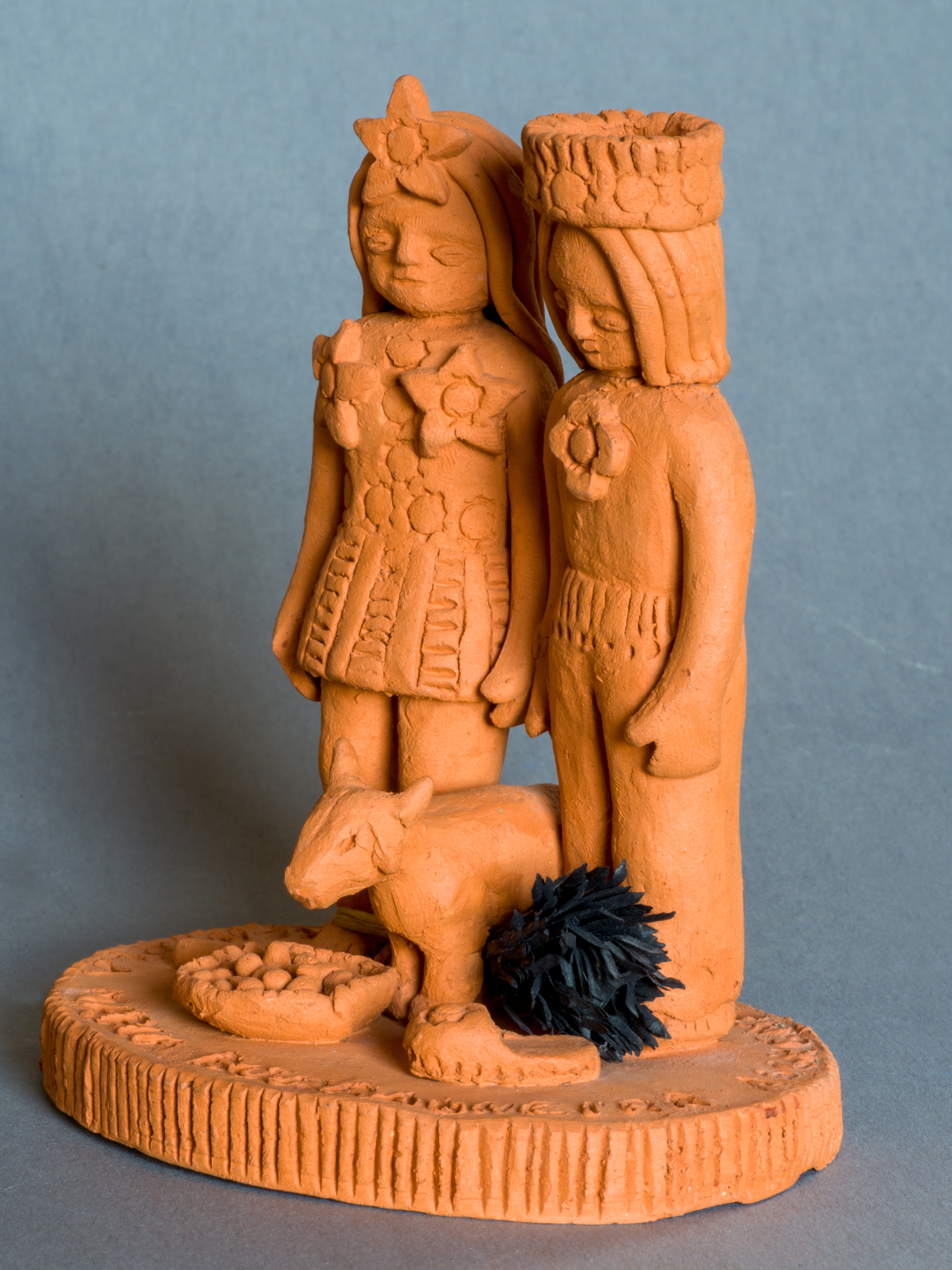
Schularbeit der Tresl Gruber Schule in Belém (Pará) Brasilien

In St. Christina in Gröden, wo sie ihre Kindheit auf dem von ihrer Mutter erworbenen Hof Ulëta verbrachte und nun begraben ist, wurde die Dorfbibliothek nach ihr benannt.

## Werke
Zahlreiche Zeichnungen und Plastiken in Ton der Tresl Gruber sind im Museum Gherdëina aufbewahrt.

## Bibliographie
- Die Kirche von St. Jakob. Union di Ladins, St. Ulrich in Gröden um 1957. Originaltext Ladinisch ins Deutsche übersetzt von F. Pr. (Franz Pugger)
- Mi Fibla. A. Weger. Zahlreiche Zeichnungen der Tresl Gruber.
- Ciofes Ladins. A. Weger.
- Lisa. Calënder de Gherdëina 1965, Union di Ladins de Gherdëina, St. Ulrich 1964. S. 87–91. (Erzählung auf Ladinisch)
- N pensier al di. Eigenverlag 1966. Ladinisch.
- Mit Ferruccio Minach: La Rujneda de Gherdëina. 2. Auflage, Union di Ladins Urtijëi 1972. Italienisch.
- Zwölf Zeichnungen der Tresl Gruber. Calënder de Gherdëina Seiten 5–27. Union di Ladins de Gherdëina, St. Ulrich in Gröden 1979. S. 32. Ladinisch.